# Matteo Cavezzali

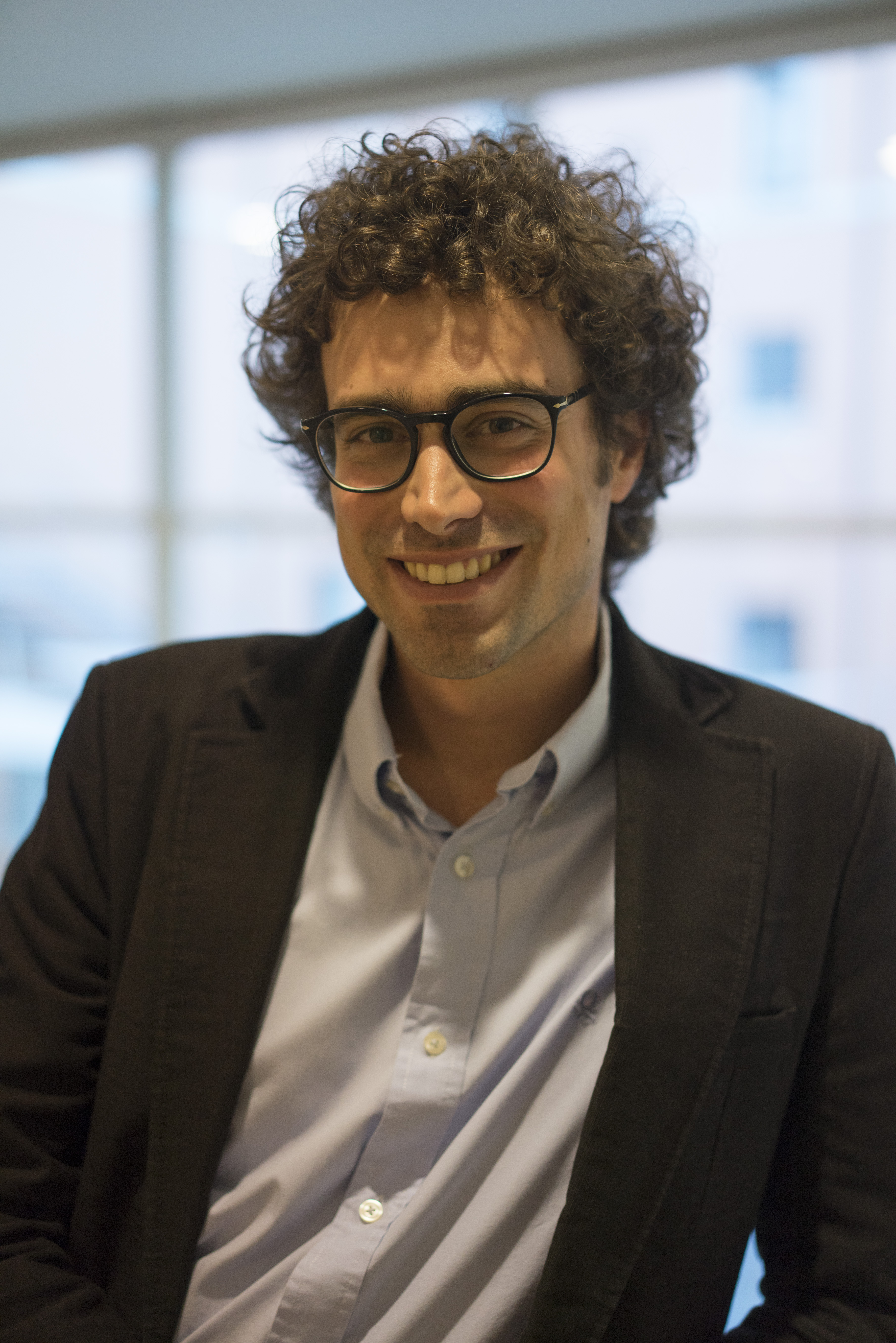
Ritratto di Matteo Cavezzali (foto di Davide Baldrati)

Matteo Cavezzali (Ravenna, 1983) è uno scrittore italiano.

## Biografia
Si è formato in teatro giovanissimo lavorando come attore e drammaturgo con compagnie di professionisti a Ravenna e Bologna, e ha collaborato con diversi giornali per esordire nella narrativa con Icarus. Ascesa e caduta di Raul Gardini. Libro con il quale ha vinto il Premio Comisso 2019 e il Premio Volponi Opera Prima/Premio Stefano Tassinari 2019. Il suo secondo romanzo Nero d'inferno parla dell'uomo che fece saltare in aria Wall Street negli anni Venti, un anarchico italiano chiamato Mario Buda.
Collabora con diversi giornali tra cui il Corriere della Sera e tiene un blog per Il Fatto Quotidiano.
Alcuni suoi racconti sono stati pubblicati su Minima&moralia, Nazione Indiana e in alcune raccolte dell'editore Quodlibet. 
Ha scritto testi per il teatro messi in scena in Italia e all'estero. È ideatore e direttore artistico del festival letterario ScrittuRa di Ravenna, nato nel 2014.
Dal 2016 cura anche Scrittura sulle Dolomiti in Trentino e gli incontri del ciclo Riscrivere la Storia in diverse città. Dal 2020 è condirettore di Salerno Letteratura.
Nel 2021 inizia a collaborare con la Rai scrivendo il primo podcast di Radio Rai, "Bruno Neri, calciatore partigiano", la storia del mediano della nazionale fascista che sfidò Mussolini. In seguito realizza diversi podcast per la Rai come "Il suono del futuro" e "L'ultimo azzardo".
Collabora con Rai Radio3 come autore e voce nei programmi Tre soldi e Il tuffo. 

## Opere

### Romanzi
- Icarus. Ascesa e caduta di Raul Gardini, Roma, minimum fax, 2018 ISBN 978-88-7521-932-1.
- Nero d’inferno, Milano, Mondadori, 2019 ISBN 978-88-04-71561-0.
- Il labirinto delle nebbie, Milano, Mondadori, 2022 ISBN 978-88-04-74643-0.

### Saggi
- Supercamper: un viaggio nella saggezza del mondo, Bari - Roma, Laterza, 2021 ISBN 978-88-581-4339-1.
- A morte il tiranno, New York, HarperCollins, 2021

### Teatro
- Nonessere - Nottobe
- Fuori fuoco
- Operazione Atarax

Raccolti assieme ad altri nel volume ”Teatro di Matteo Cavezzali” (cue press)

### Racconti
- Ancora un bicchiere di Stolichnaya  (Almanacco 2017)
- Mappe del tempo. Memoria, archivi e futuro (Quodlibet, 2017)
- Ringrazio i miei fallimenti (Corriere della Sera, novembre 2019)

### Podcast
- - A morte il tiranno (Storielibere.it 2021) https://storielibere.fm/a-morte-il-tiranno/
  - Bruno Neri, calciatore partigiano (Rai 2021) https://www.raiplaysound.it/programmi/brunonericalciatoreepartigiano